# Liberalt frimureri
Liberalt frimureri, kontinentalt frimureri eller adogmatiskt frimureri, är ett samlingsbegrepp på olika frimurarorganisationer som har det gemensamt att de har en ”liberal” eller ”adogmatisk” syn på vissa aspekter av frimureriet. Man hänvisar till samvetsfrihet, religionsfrihet och en icke-diskriminerande syn utifrån religion, kön och ras.

## Liberalism
De liberala storlogerna växte fram samtidigt som de liberala rörelserna föddes under upplysningstiden och formulerade idéerna om individens rättigheter samt betydelsen av självbestämmelse. Det stora brottet med det förflutna samhället var tanken att fria individer kan bilda grunden för ett stabilt samhälle och tanken om intellektuell frihet. Teori om naturrätten var en tidig föregångare till våra dagars tankar om mänskliga rättigheter. Rousseau argumenterade för människans naturliga rätt till frihet. Det är i ljuset av denna rörelse som man måste se det liberala frimureriets framväxt. De liberala storlogerna låter av samvetsskäl varje loge själva bestämma om de vill att deras arbete ska stå under Världens Stora Byggmästares beskydd och om Den Heliga Läran skall finnas i loge. Det är också upp till varje loge om de tillåter politiska diskussioner. 

## Kvinnligt och blandat frimureri
Till liberalt frimureri räknas också det storloger som endast tillåter kvinnor eller de som tillåter både män och kvinnor att bli medlemmar (benämnt samfrimureri).
Det finns alla olika kombinationer av tolkningar: de som har reguljär syn på religion och politik och som enbart tillåter män, enbart tillåter kvinnor samt tillåter både män och kvinnor, samt de som har en irreguljär syn på religion och politik och som enbart tillåter män, enbart tillåter kvinnor samt tillåter både män och kvinnor. 
Storlogen i England (UGLE) erkänner sedan 1998 de två kvinnliga storlogerna The Order of Women Freemasons och The Honourable Fraternety of Ancient Freemasons som reguljära förutom det faktum att de består av kvinnor, det brukar kallas ”reguljär i praktiken” och visar på att även liberalt frimureri kan vara reguljärt.

## Frimureriets två grenar
Frimureriet anses, bland annat till följd av uppkommen oenighet under 1800-talet (se nedan), generellt ha två huvudsakliga inriktningar som emellertid inte erkänner varandra som frimurarsystem:
- det angloamerikanska reguljära frimureriet indelat i jurisdiktioner, i enlighet med utformningen av United Grand Lodge of England, UGLE, som genom en storloge styr arbetsloger inom sitt område (UGLE)
- det liberala frimureriet indelat i jurisdiktioner, i enlighet med utformningen av Grande Orient de France, GODF, (ofta kallade stororienter) med varierande och skiftande grad av erkännande.

I de flesta latineuropeiska länder dominerar det liberala frimureriet, även om det i de flesta av dessa länder finns storloger och stororienter som erkänner varandra som reguljära frimurarloger i enlighet med UGLE:s riktlinjer och som har upprättat förbindelser med UGLE och varandra. På detta sätt erkänner till exempel den franska storlogen Grande Loge Nationale Française (GLNF) UGLE och dess i sin tur erkända jurisdiktioner medan de kontinentalfrimureriska storlogerna Grand Orient de France (GODF) och Grand Loge de France (GLdF) inte gör det. Övriga världens frimurarorganisationer, vilka utgör den största delen av frimureriet, följer vanligen UGLE:s traditioner och systematik för erkännande, även om det förekommer avvikelser.

### Oenighetens historik
Det finns många orsaker till att det uppstod schismer inom frimureriet och varför denna uppdelning fortfarande finns. De första tecknen på oenighet uppstod strax efter det amerikanska inbördeskriget. År 1869 erkände Grand Orient de France, GODF, en frimurerisk gruppering i Louisiana som inte erkänts av storlogen i Louisiana, Grand lodge of Louisiana, GLL. Erkännandet uppfattades av GLL som ett intrång i deras jurisdiktion och som en följd härav drog man tillbaka sitt erkännande av GODF. På begäran av GLL drog sedan fler amerikanska storloger tillbaka sitt erkännande av GODF. Vissa källor tyder på att det även fanns rasrelaterade argument bakom tillbakadragandet av erkännandet, eftersom GODF nyligen hade antagit en resolution som angav att "vare sig hudfärg ras eller religion skall anses diskvalificerande för en blivande medlem" och eftersom GLL vid den här tiden var strikt segregerat. Emellertid ledde inte denna första schism till ett allmänt ställningstagande i det amerikanska frimureriet. Många amerikanska storloger hävde inte sitt erkännande av GODF förrän en bra bit in på 1900-talet.

#### Schismen 1877
Gapet ökade 1877 då GODF ändrade sina allmänna lagar, sin konstitution, så att logen kunde bli helt sekulär. Medan den angloamerikanska traditionen sedan längre krävde (och fortfarande kräver) en uppenbar tro på Gud tog GODF bort detta krav och motiverade detta med att sekularismen "medför att alla män, oberoende av klass, ursprung och tro, får möjligheten att vara sig själva, får rätt till valfrihet, får ett eget ansvar för sin mognad och blir herre över sitt öde" Med andra ord innebar detta att GODF accepterade ateister som medlemmar, medan det angloamerikanska frimureriet inte gjorde det. United Grand Lodge of England drog därmed tillbaka sitt erkännande av GODF och förklarade den vara en irreguljär loge. Andra jurisdiktioner följde antingen GODF:s eller UGLE:s beslut, vilket bidrog till att sprickan vidgades.

### Bakgrunden till krav på deistisk tro
Forskningen är inte helt enig om när det angloamerikanska frimureriet första gången krävde av sina medlemmar att de skulle ha en tro på Gud. Det finns tecken på att det kan ha sitt ursprung i det spekulativa frimureriets första tid. Regiusmanuskriptet, det äldsta kända frimureriska dokumentet från ca 1390, anger att en frimurare "alltid måste älska Gud och den heliga kyrkan". James Andersons Constitutions från 1723 anger att "det åligger en Murare att lyda morallagen; och om han rätteligen förstår Konsten, blir han aldrig en okunnig Ateist ej heller en ogudaktlig Libertin". Emellertid anges inte uttryckligen att en tro på Gud är ett krav.
Grand Orient de France godkände inte kravet på tro på en Gud förrän 1849, men 1877 återgick man till dess tidigare lydelse.
Emellertid innebar inte detta att man enbart var oeniga om kravet på en religiös övertygelse. I samband med de ändringar man gjorde 1877 tog GODF även bort alla referenser till Hela Världens Store Byggmästare ur sin ritual och upphörde med användandet av boken Volume of Sacred Law, VSL (vilket i Frankrike var Bibeln). Dessa delar hade funnits med i det franska frimureriet fram till 1849.

### Politiska diskussioner i loge
En annan skillnad mellan liberalt och angloamerikanskt frimureri är frågan om politiska diskussioner i loge. I vissa liberala storloger är sådana diskussioner fullt tillåtna, medan det är helt förbjudet i angloamerikanska loger.. Därtill agerar Grand Orient de France som en politisk lobbyorganisation och tillfrågar också sina recepienter om deras politiska övertygelse och åsikter innan de medges söka medlemskap. I andra liberala storloger är inte politiska eller religiösa diskussioner tillåtna i loge.

## Relationen med katolska kyrkan
Kontinentalt frimureri är koncentrerat till traditionellt katolska länder och har av katolska kritiker ansetts vara en källa till antikatolska åsikter. Många antiklerikala regimer i traditionellt katolska länder uppfattades ha omfattande frimureriska förbindelser. 
1913 års Catholic Encyclopedia tillskrev frimureriet den franska revolutionen och dess förföljelse av kyrkan och hänvisade till ett dokument från Grand Orient de France. Encyklopedin såg frimureriet som den främsta kraften inom fransk antiklerikalism från 1877 och framåt och hänvisade åter till officiella franska frimureriska dokument till stöd för påståendet.  Enligt en historiker fortsatte de frimureriska fientligheterna ända in på det tidiga 1900-talet med Affaire Des Fiches och enligt den gamla Catholic Encyclopedia, som hänvisar till frimureriska dokument, kan 1905 års franska lag om delandet av kyrka och stat tillskrivas Grand Orient de France.
I Italien kopplade Kyrkan den hemliga antiklerikala och nationalistiska organisationen Carbonari till frimureriet och skyllde det italienska enandets (Risorgimento) antiklerikala prägel på frimureriet. Ända in på 1890-talet rättfärdigade Kyrkan sin uppmaning till katoliker att undvika allt samröre med den italienska staten genom att hänvisa till dess påstått frimureriska karaktär.
Det mexikanska frimureriet, som också följde samma riktning som det liberala frimureriet i andra latinska länder, ansågs bli allt mer antiklerikalt under 1800-talet, särskilt eftersom de antog den skotska riten (skapat av Albert Pike), och som av Katolska Kyrkan ansågs som antiklerikal.
Så sent som 2004 skyllde ordföranden i den spanska organisationen Union of Catholic Professional Fraternities de antiklerikala åtgärder som den socialistiska regeringen vidtagit på ett "enormt korståg av frimurare mot Kyrkan"
Frimurarbröder i den del av frimureriet som betraktas som reguljärt och opolitiskt, i enlighet med de regler som används inom United Grand Lodge of England och 51 amerikanska storloger samt av dessa ömsesidigt erkända loger, hävdar ofta att det liberala frimureriets antiklerikalism är en avvikelse från frimureriska råmärken och grundtankar.

## Liberalt frimureri i världen
Det finns flera så kallade erkännandefamiljer för liberalt och adogmatiskt frimureri, grupperingar av storloger som erkänner varandra som reguljära och ger möjlighet till internationellt utbyte.

### CLIPSAS
CLIPSAS (Centre de Liaison et d'Information des Puissances Maçonnique Signataires de l'Appel de Strasbourg) grundades 1961 på initiativ av Grand Orient de France och Grand Orient of Belgium som ett samarbetsorgan för liberala storloger. I dag har CLIPSAS 55 storloger som medlemmar och fungerar som en organisation för ömsesidigt erkännande. 

### CATENA
International Masonic Union Catena är en internationell sammanslutning av frimurarorganisationer som består av storloger och fristående loger och är öppen för loger som arbetar i de tre symboliska graderna, accepterar kvinnor som medlemmar eller besök av kvinnliga frimurare samt kräver en tro på ett Högsta Väsen av sina medlemmar. Organisationen grundades 1961 och har sju storloger anslutna.

### SIMPA
SIMPA (Secrétariat international Maçonnique des Puissances Adogmatiques) bildades 1998 av Grand Orient de France och Grand Orient of Belgium och 15 andra storloger. De kräver att medlemsstorlogerna är adogmatiska och respekterar total samvetsfrihet, tolerans, frihet, jämställdhet och broderskap. SIMPA består av 21 storloger varar flera också är medlemmar av CLIPSA.

### Le Droit Humain
Samfrimurarorden, Le Droit Humain är en internationell frimurarorden som accepterar både män och kvinnor som medlemmar. De arbetar i Skotska riten. I Skandinavien och Storbritannien kräver Le Droit Humain en tro på ett Högsta Väsen, men i övriga världen är det inte ett krav.

### Latinamerika
I Latinamerika finns såväl angloamerikanskt som liberalt frimureri, men det kontinentala systemet är i majoritet. I många latinamerikanska länder har de frimureriska lydnadsförhållandena följt landets politiska svängningar. Det finns källor som hävdar att rivaliteten mellan två frimureriska fraktioner i Mexiko bidrog till det mexikanska inbördeskriget.

### Centraleuropa

#### Frankrike
Det kontinentala frimureriet har sina rötter i Frankrike och fortsätter dominera i landet. Den största jurisdiktionen ligger under Grand Orient de France. På andra plats ligger Grand Lodge National de France som arbetar enligt det angloamerikanska systemet. Grand Lodge de France som är en reguljär loge, men inte erkänd av UGLE, är den tredje största jurisdiktionen. GLDF ingår i erkännandefamiljen GLUDE.

#### Andra europeiska länder
Liberalt frimureri dominerar i länder som Belgien, Italien, Portugal och Spanien, även om det i dessa länder också finns storloger som arbetar i den angloamerikanska traditionen.  Det finns även i andra europeiska länder, men långt ifrån lika uttalat. I Tyskland intar det svenska systemet en stor ställning. Kontinentalt frimureri förekommer i mycket liten utsträckning i Tyskland och de nordiska länderna.

### Nordamerika
Liberalt frimureri är i minoritet i USA; men det finns flera aktiva organisationer. Dessa organisationer, som ofta tillhör CLIPSAS, erkänns inte som reguljära av de storloger som bildar det angloamerikanska frimureriet, inte heller av Prince Hall-logerna.
Grande Loge Féminine de Belgique (GLFB), Grand Orient de France och Grand Loge Féminine de France har också loger i Nordamerika som arbetar i liberal tradition.
Det finns även helt fristående grupper som till exempel George Washington Union (GWU), Omega Grand Lodge of the State of New York, Le Droit Humain (LDH), och the Grand Orient of the United States of America (GOUSA), som arbetar enligt den liberala traditionen.

### Afrika
Det liberala frimureriet är företrädesvis aktivt i de fransktalande områdena och bildades i de tidigare franska och belgiska kolonierna. Många afrikanska ledare, till exempel Omar Bongo i Gabon och Pascal Lissouba i Kongo-Brazzaville är medlemmar i frimurarloger.

### Översättning
Den här artikeln är helt eller delvis baserad på material från engelskspråkiga Wikipedia.